# National Film Award per il miglior lungometraggio in telugu
Il National Film Award per il miglior lungometraggio in telugu è uno dei National Film Awards assegnati ogni anno dalla National Film Development Corporation of India. Si tratta di uno dei numerosi premi cinematografici cui è conferito il Rajata kamala (in hindī रजत कमल, lett. "loto d'argento").
I National Film Awards, istituiti nel 1954, son i premi cinematografici indiani di maggior rilievo nazionale, istituiti per promuovere le migliori opere del cinema indiano. La cerimonia di premiazione prevede premi per i film nelle diverse lingue regionali, tra cui il telugu.
I premi per i film in sette lingue regionali (bengalese, canarese, hindī, malayālaṃ, marāṭhi, tamil e telugu) furono istituiti a decorrere dal 2° National Film Awards, il 21 dicembre 1955. II premi istituiti furono inizialmente tre: la «Medaglia d'argento presidenziale per il miglior lungometraggio», l'«Attestato di merito per il secondo miglior lungometraggio» e l'«Attestato di merito per il terzo miglior lungometraggio». Gli ultimi due premi assegnati vennero poi dismessi dalla 15ᵃ edizione dei National Film Awards (1967). A partire dalla 70ᵃ edizione dei National Film Awards, il nome fu cambiato in «Miglior lungometraggio in telugu».
Il film del 1954, diretto da K. V. Reddy, Peddamanuṣulu fu il primo insignito con la prima medaglia d'argento presidenziale per il miglior lungometraggio in lingua telugu. Tōḍudoṁgalu e Vipranārāyaṇa ricevettero in quell'occasione il Certificato di merito per il secondo e il terzo miglior lungometraggio in lingua telugu, rispettivamente.

## Vincitori
I destinatari del primio ricevono il Rajata kamala (in hindī रजत कमल, lett. "loto d'argento") insieme con una somma di denaro. La tabella di seguito elenca i vincitori dei premi nel corso degli anni:
| Legenda premi | Legenda premi                                                   |
| ------------- | --------------------------------------------------------------- |
| *             | Medaglia d'argento del Presidente per il miglior lungometraggio |
| *             | Certificato di merito per il secondo miglior lungometraggio     |
| *             | Certificato di merito per il terzo miglior lungometraggio       |
| *             | Certificato di merito per il miglior lungometraggio             |

| Elenco di film premiati, con l'anno (cerimonia di premiazione), produttori, registi e citazione | Elenco di film premiati, con l'anno (cerimonia di premiazione), produttori, registi e citazione | Elenco di film premiati, con l'anno (cerimonia di premiazione), produttori, registi e citazione | Elenco di film premiati, con l'anno (cerimonia di premiazione), produttori, registi e citazione | Elenco di film premiati, con l'anno (cerimonia di premiazione), produttori, registi e citazione | Elenco di film premiati, con l'anno (cerimonia di premiazione), produttori, registi e citazione |
| Anno                                                                                            | Film                                                                                            | Produttori                                                                                      | Registi                                                                                         | Citazione | Riff.                                                                                           |
| ----------------------------------------------------------------------------------------------- | ----------------------------------------------------------------------------------------------- | ----------------------------------------------------------------------------------------------- | ----------------------------------------------------------------------------------------------- | --- | ----------------------------------------------------------------------------------------------- |
| 1954 (2°)                                                                                       | Peddamanuṣulu                                                                                   | Vauhini Productions                                                                             | K. V. Reddy                                                                                     | – | [ 2 ]                                                                                           |
| 1954 (2°)                                                                                       | Tōḍudoṁgalu                                                                                     | National Art Theater, Madras                                                                    | D. Yoganand                                                                                     | – | [ 2 ]                                                                                           |
| 1954 (2°)                                                                                       | Vipranārāyaṇa                                                                                   | Bharani Pictures                                                                                | P. S. Ramakrishna Rao                                                                           | – | [ 2 ]                                                                                           |
| 1955 (3°)                                                                                       | Baṁgārupāpa                                                                                     | Vauhini Productions                                                                             | B. N. Reddy                                                                                     | – | [ 3 ]                                                                                           |
| 1955 (3°)                                                                                       | Ardhāṁgi                                                                                        | Ragini Films                                                                                    | P. Pullayya                                                                                     | – | [ 3 ]                                                                                           |
| 1956 (4°)                                                                                       | Tenāli Rāmakr̥ṣṇa                                                                                | Vikram Productions                                                                              | B. S. Ranga                                                                                     | – | [ 4 ]                                                                                           |
| 1956 (4°)                                                                                       | Ēdi nijaṁ?                                                                                      | Pratibha Productions                                                                            | S. Balachander                                                                                  | – | [ 4 ]                                                                                           |
| 1957 (5°)                                                                                       | Bhāgyarēkha                                                                                     | Ponnaluri Brothers                                                                              | B. N. Reddy                                                                                     | – | [ 5 ]                                                                                           |
| 1957 (5°)                                                                                       | Tōḍikōḍaḷḷu                                                                                     | Annapurna Pictures                                                                              | Adurthi Subba Rao                                                                               | – | [ 5 ]                                                                                           |
| 1958 (6°)                                                                                       | Peḷlināṭi pramāṇālu                                                                             | Jayanthi Pictures                                                                               | K. V. Reddy                                                                                     | – | [ 6 ]                                                                                           |
| 1958 (6°)                                                                                       | Māṁgalya balaṁ                                                                                  | Annapurna Pictures                                                                              | Adurthi Subba Rao                                                                               | – | [ 6 ]                                                                                           |
| 1959 (7°)                                                                                       | Nammina baṁṭu                                                                                   | Sambhu Films                                                                                    | Adurthi Subba Rao                                                                               | – | [ 7 ]                                                                                           |
| 1959 (7°)                                                                                       | Mā iṇṭi Mahālakṣmi                                                                              | Navashakthi Films                                                                               | Gutha Ramineedu                                                                                 | – | [ 7 ]                                                                                           |
| 1959 (7°)                                                                                       | Jayabhēri                                                                                       | Vasireddy Narayana Rao                                                                          | P. Pullayya                                                                                     | – | [ 7 ]                                                                                           |
| 1960 (8°)                                                                                       | Mahākavi Kāḷidāsu                                                                               | Sarani Productions                                                                              | K. Kameswara Rao                                                                                | – | [ 8 ]                                                                                           |
| 1960 (8°)                                                                                       | Sītārāma kaḷyāṇaṁ                                                                               | National Art Theater, Madras                                                                    | N. T. Rama Rao                                                                                  | – | [ 8 ]                                                                                           |
| 1961 (9°)                                                                                       | Bhāryābhartalu                                                                                  | Prasad Art Pictures                                                                             | K. Pratyagatma                                                                                  | – | [ 9 ]                                                                                           |
| 1962 (10°)                                                                                      | Mahāmantri Timmarusu                                                                            | Gowthami Productions                                                                            | K. Kameswara Rao                                                                                | – | [ 10 ]                                                                                          |
| 1962 (10°)                                                                                      | Kulagōtrālu                                                                                     | A. Subba Rao                                                                                    | Kotayya Pratyagatma                                                                             | – | [ 10 ]                                                                                          |
| 1962 (10°)                                                                                      | Sirisaṁpadalu                                                                                   | V. Venkateswarlu                                                                                | P. Pullayya                                                                                     | – | [ 10 ]                                                                                          |
| 1963 (11°)                                                                                      | Lavakuśa                                                                                        | Lalita Sivajyoti Films                                                                          | · C. Pullayya · C. S. Rao                                                                       | – | [ 11 ]                                                                                          |
| 1963 (11°)                                                                                      | Amara śilpi Jakkanna                                                                            | B. S. Ranga                                                                                     | B. S. Ranga                                                                                     | – | [ 11 ]                                                                                          |
| 1963 (11°)                                                                                      | Mūga manasulu                                                                                   | C. Sundaram                                                                                     | Adurthi Subba Rao                                                                               | – | [ 11 ]                                                                                          |
| 1964 (12°)                                                                                      | Ḍākṭar Cakravarti                                                                               | D. Madhusudhana Rao                                                                             | Adurthi Subba Rao                                                                               | – | [ 12 ]                                                                                          |
| 1964 (12°)                                                                                      | Bhakta Rāmadāsu                                                                                 | Chittoor Nagayya                                                                                | Chittoor Nagayya                                                                                | – | [ 12 ]                                                                                          |
| 1965 (13°)                                                                                      | Aṁtastulu                                                                                       | V. B. Rajendra Prasad                                                                           | V. Madhusudhana Rao                                                                             | – | [ 13 ]                                                                                          |
| 1965 (13°)                                                                                      | Palnāṭi yuddhaṁ                                                                                 | Y. Lakshmaya Choudaray                                                                          | Gutha Ramineedu                                                                                 | – | [ 13 ]                                                                                          |
| 1965 (13°)                                                                                      | Manuṣulu mamatalu                                                                               | A. Subba Rao                                                                                    | K. Atma                                                                                         | – | [ 13 ]                                                                                          |
| 1966 (14°)                                                                                      | Raṁgularāṭnaṁ                                                                                   | B. N. Reddy                                                                                     | B. N. Reddy                                                                                     | – | [ 14 ]                                                                                          |
| 1967 (15°)                                                                                      | Suḍiguṁḍālu                                                                                     | Chakravarthi Chitra                                                                             | Adurthi Subba Rao                                                                               | – | [ 15 ]                                                                                          |
| 1968 (16°)                                                                                      | Varakaṭnaṁ                                                                                      | N. Trivikrama Rao                                                                               | N. T. Rama Rao                                                                                  | – | [ 16 ]                                                                                          |
| 1969 (17°)                                                                                      | Ādarśa kuṭuṁbaṁ                                                                                 | N. Trivikrama Rao                                                                               | K. Pratyagatma                                                                                  | – | [ 17 ]                                                                                          |
| 1970 (18°)                                                                                      | Dēśamaṁṭē manuṣulōy                                                                             | · K. M. K. Naidu · G. K. Naidu                                                                  | C. S. Rao                                                                                       | – | [ 18 ]                                                                                          |
| 1971 (19°)                                                                                      | Maṭṭilō māṇikyaṁ                                                                                | Chalam                                                                                          | B. V. Prasad                                                                                    | – | [ 19 ]                                                                                          |
| 1972 (20°)                                                                                      | Paṁḍaṁṭi kāpuraṁ                                                                                | G. Hanumantha Rao                                                                               | Lakshmi Deepak                                                                                  | – | [ 20 ]                                                                                          |
| 1973 (21°)                                                                                      | Premio non assegnato                                                                            | Premio non assegnato                                                                            | Premio non assegnato                                                                            | Premio non assegnato | [ 21 ]                                                                                          |
| 1974 (22°)                                                                                      | Premio non assegnato                                                                            | Premio non assegnato                                                                            | Premio non assegnato                                                                            | Premio non assegnato | [ 22 ]                                                                                          |
| 1975 (23°)                                                                                      | Mutyālamuggu                                                                                    | M. V. L. Narasimha Rao                                                                          | Bapu                                                                                            | – | [ 23 ]                                                                                          |
| 1976 (24°)                                                                                      | Ūrummaḍi bratukulu                                                                              | B. S. Narayana                                                                                  | B. S. Narayana                                                                                  | – | [ 24 ]                                                                                          |
| 1977 (25°)                                                                                      | Oka ūri katha                                                                                   | A. Parandhama Reddy                                                                             | Mrinal Sen                                                                                      | «Per aver trasformato con successo il racconto Kafana di Premchand in un feroce commento sulla miseria rurale e l'ingiustizia sociale; per aver proiettato, attraverso le potenti interpretazioni dei suoi personaggi principali, il degrado e la brutalizzazione degli esseri umani, per il suo sincero impegno per la causa degli oppressi; per il suo fervente e appassionato appello alla coscienza dell'umanità.» | [ 25 ]                                                                                          |
| 1978 (26°)                                                                                      | Nimajjanaṁ                                                                                      | Red Rose Art Films                                                                              | B. S. Narayana                                                                                  | «Per una rappresentazione semplice e sobria di un tema drammatico, che coinvolge la violazione di una donna e che sfocia nel suicidio.» | [ 26 ]                                                                                          |
| 1979 (27°)                                                                                      | Nagna satyaṁ                                                                                    | U. Visweswar Rao                                                                                | U. Visweswar Rao                                                                                | – | [ 27 ]                                                                                          |
| 1980 (28°)                                                                                      | Hariśceṁdruḍu                                                                                   | U. D. Murali Krishna                                                                            | U. Visweswar Rao                                                                                | «Per aver denunciato le manovre e le malefatte dei politici e per aver contribuito in modo significativo allo sviluppo del cinema politico in India.» | [ 28 ]                                                                                          |
| 1981 (29°)                                                                                      | Sītākōkaciluka                                                                                  | Edida Nageswara Rao                                                                             | Bharathiraja                                                                                    | «Per aver gestito con abilità il tema del matrimonio intercomunitario e per aver assunto una posizione appassionata contro il bigottismo.» | [ 29 ]                                                                                          |
| 1982 (30°)                                                                                      | Mēgha saṁdēśaṁ                                                                                  | Dasari Narayana Rao                                                                             | Dasari Narayana Rao                                                                             | «Per le sue qualità liriche ed estetiche.» | [ 30 ]                                                                                          |
| 1983 (31°)                                                                                      | Raṁgulakala                                                                                     | K. Venkateswara Rao                                                                             | B. Narsing Rao                                                                                  | «Per una vivida rappresentazione della vita urbana vista da un pittore sensibile alla ricerca della propria identificazione con le masse.» | [ 31 ]                                                                                          |
| 1984 (32°)                                                                                      | Sitāra                                                                                          | Edida Nageswara Rao                                                                             | Vamsy                                                                                           | – | [ 32 ]                                                                                          |
| 1985 (33°)                                                                                      | Sravaṁti                                                                                        | Jaya Krishna                                                                                    | Kranthi Kumar                                                                                   | «Per un film commovente, che descrive la difficile situazione dell'archetipo di donna indiana che trascorre la vita assolvendo agli obblighi di figlia, moglie e madre.» | [ 33 ]                                                                                          |
| 1986 (34°)                                                                                      | Svātimutyaṁ                                                                                     | Edida Nageswara Rao                                                                             | K. Viswanath                                                                                    | «Per un'efficace interpretazione di una storia drammatica su un uomo troppo innocente e infantile per adattarsi allo schema duro e calcolatore del mondo.» | [ 34 ]                                                                                          |
| 1987 (35°)                                                                                      | Premio non assegnato                                                                            | Premio non assegnato                                                                            | Premio non assegnato                                                                            | Premio non assegnato | [ 35 ]                                                                                          |
| 1988 (36°)                                                                                      | Dāsi                                                                                            | B. Ramachandra Rao                                                                              | B. Narsing Rao                                                                                  | «Per aver ritratto la triste realtà di un ambiente feudale attraverso l'uso originale e raro del linguaggio cinematografico.» | [ 36 ]                                                                                          |
| 1989 (37°)                                                                                      | Sūtradhārulu                                                                                    | · Sudhakar Reddy · C. Karunakar Rao                                                             | K. Viswanath                                                                                    | «Per il modo in cui traccia la conquista dell'oppressione sociale attraverso la comprensione spirituale e la pace.» | [ 37 ]                                                                                          |
| 1990 (38°)                                                                                      | Maṭṭi manuṣulu                                                                                  | · K. Mukherjee · Veda Kumar                                                                     | B. Narsing Rao                                                                                  | «Per aver ritratto la cruda realtà del dolore che è stata sottolineata con le calde tonalità della vita.» | [ 38 ]                                                                                          |
| 1991 (39°)                                                                                      | Bhadraṁ koḍukō                                                                                  | V. Ramachandra Rao                                                                              | Akkineni Kutumba Rao                                                                            | «Per focalizzare efficacemente l'attenzione sulla necessità di fornire protezione ai bimbi senza fissa dimora.» | [ 39 ]                                                                                          |
| 1992 (40°)                                                                                      | Aṁkuraṁ                                                                                         | K. V. Suresh Kumar                                                                              | C. Umamaheswara Rao                                                                             | «Per la lotta di una semplice casalinga che combatte da sola un sistema oppressivo e riesce a fare la differenza .» | [ 40 ]                                                                                          |
| 1993 (41°)                                                                                      | Mister Peḷḷāṁ                                                                                   | Gavara Partha Sarathi                                                                           | Bapu                                                                                            | «Per la sua esplorazione satirica del mito dell'ego maschile, reputato superiore a quello femminile.» | [ 41 ]                                                                                          |
| 1994 (42°)                                                                                      | Premio non assegnato                                                                            | Premio non assegnato                                                                            | Premio non assegnato                                                                            | Premio non assegnato | [ 42 ]                                                                                          |
| 1995 (43°)                                                                                      | Strī                                                                                            | · NFDC · Doordarshan                                                                            | K. S. Sethumadhavan                                                                             | «Il film è una sconvolgente rivelazione della mente di una semplice donna di villaggio, che afferma i suoi diritti sul suo uomo e gli sta accanto in ogni circostanza.» | [ 43 ]                                                                                          |
| 1996 (44°)                                                                                      | Ninnē peḷḷāḍatā                                                                                 | Nagarjuna                                                                                       | Krishna Vamsi                                                                                   | «Per il modo innovativo in cui viene gestito un dramma familiare con tematica contemporanea.» | [ 44 ]                                                                                          |
| 1997 (45°)                                                                                      | Siṁdhūraṁ                                                                                       | Krishna Vamsi                                                                                   | Krishna Vamsi                                                                                   | «Per il sincero sforzo del film nell'analizzare il problema della corruzione, che porta alla disillusione tra i giovani e perpetua la violenza all'interno di una società.» | [ 45 ]                                                                                          |
| 1998 (46°)                                                                                      | Toliprēma                                                                                       | G. V. G. Raju                                                                                   | A. Karunakaran                                                                                  | «Per una insolita storia d'amore su due amici che confessano i loro sentimenti l'un per l'altra alla fine del film; il che rappresenta una vera e propria svolta rispetto ai classici film tradizionali.» | [ 46 ]                                                                                          |
| 1999 (47°)                                                                                      | Kalisuṁdāṁ rā                                                                                   | Daggubati Suresh Babu                                                                           | Udayasankar                                                                                     | «Per un film dalla struttura convenzionale, appartenente al genere del cinema mainstream, che trasmette in modo divertente e sano un messaggio sociale di unione e la necessità di preservare l'unità della famiglia allargata.» | [ 47 ]                                                                                          |
| 2000 (48°)                                                                                      | Nuvvē kāvāli                                                                                    | Ramoji Rao                                                                                      | K. Vijaya Bhaskar                                                                               | «Per un film rinfrescante su un'amicizia adolescenziale che sboccia in una storia d'amore. Il film si distingue per la sua veste giovanile, facendo così emergere l'esuberanza di questa pellicola.» | [ 48 ]                                                                                          |
| 2001 (49°)                                                                                      | Show                                                                                            | Manjula Ghattamaneni                                                                            | G. Neelakanta Reddy                                                                             | «Per aver descritto lo sviluppo delle relazioni umane tra due sconosciuti con umorismo spontaneo e una rara intuizione sulla vita.» | [ 49 ]                                                                                          |
| 2002 (50°)                                                                                      | Premio non assegnato                                                                            | Premio non assegnato                                                                            | Premio non assegnato                                                                            | Premio non assegnato | [ 50 ]                                                                                          |
| 2003 (51°)                                                                                      | Aitē                                                                                            | Gangaraju Gunnam                                                                                | Chandra Sekhar Yeleti                                                                           | «Per la sua rappresentazione della frustrazione giovanile, risolta con successo attraverso un approccio positivo, rendendo i personaggi quasi dei modelli di riferimento.» | [ 51 ]                                                                                          |
| 2004 (52°)                                                                                      | Svarābhiṣēkaṁ                                                                                   | H. Gopalakrishna Murthy                                                                         | K. Viswanath                                                                                    | «Per la sua eccellente struttura musicale abbinata a una grande esecuzione di musica classica.» | [ 52 ]                                                                                          |
| 2005 (53°)                                                                                      | Bommalāṭa                                                                                       | · R. K. Film Associates · Spirit Media (P) Ltd. · Gangaraju Gunnam                              | Prakash Kovelamudi                                                                              | «Per la resa cinematograficamente vibrante della storia di un diseredato attraverso il mezzo dei burattini e della magia.» | [ 53 ]                                                                                          |
| 2006 (54°)                                                                                      | Kamli                                                                                           | · B. C. Hari Charana Prasad · P. V. Sukanya                                                     | K. N. T. Sastry                                                                                 | «Per il ritratto convincente del coraggio di una donna svantaggiata nella sua lotta contro il feticidio femminile e lo scambio di bambini.» | [ 54 ]                                                                                          |
| 2007 (55°)                                                                                      | Premio non assegnato                                                                            | Premio non assegnato                                                                            | Premio non assegnato                                                                            | Premio non assegnato | [ 55 ]                                                                                          |
| 2008 (56°)                                                                                      | 1940 lō oka grāmaṁ                                                                              | N. C. Narasimham                                                                                | Narasimha Nandi                                                                                 | «Per la sua coraggioso trattazione dei pregiudizi basati sulle caste.» | [ 56 ]                                                                                          |
| 2009 (57°)                                                                                      | Premio non assegnato                                                                            | Premio non assegnato                                                                            | Premio non assegnato                                                                            | Premio non assegnato | [ 57 ]                                                                                          |
| 2010 (58°)                                                                                      | Premio non assegnato                                                                            | Premio non assegnato                                                                            | Premio non assegnato                                                                            | Premio non assegnato | [ 58 ]                                                                                          |
| 2011 (59°)                                                                                      | Premio non assegnato                                                                            | Premio non assegnato                                                                            | Premio non assegnato                                                                            | Premio non assegnato | [ 59 ]                                                                                          |
| 2012 (60°)                                                                                      | Īga                                                                                             | Sai Korrapati                                                                                   | S. S. Rajamouli                                                                                 | «In questa fusione unica e straordinaria di tecnologia e narrazione cinematografica, il regista ha aperto nuovi orizzonti nella concezione e nell'esecuzione.» | [ 60 ]                                                                                          |
| 2013 (61°)                                                                                      | Nā baṁgāru talli                                                                                | Sun Touch Productions                                                                           | Rajesh Touchriver                                                                               | «Il film è una dura accusa al mondo pervasivo e spietato del commercio sessuale.» | [ 61 ]                                                                                          |
| 2014 (62°)                                                                                      | Chandamama Kathalu                                                                              | Working Dream Production                                                                        | Praveen Sattaru                                                                                 | «Per il suo abile intreccio di storie che vedono protagonisti diversi personaggi legati tra loro dalla comune ansia di garantire il proprio futuro.» | [ 62 ]                                                                                          |
| 2015 (63°)                                                                                      | Kaṁce                                                                                           | Y. Rajeev Reddy                                                                                 | Krish                                                                                           | «Le barriere di casta e le convenzioni crollano mentre questo dramma storico romantico svela la sua magia.» | [ 63 ]                                                                                          |
| 2016 (64°)                                                                                      | Peḷḷi cūpulu                                                                                    | Dharamapatha Creations                                                                          | Tharun Bhascker                                                                                 | «Desideri e aspirazioni delle giovani generazioni in tono più leggero.» | [ 64 ]                                                                                          |
| 2017 (65°)                                                                                      | Ghājī                                                                                           | · Prasad V. Potluri · K. Anvesh Reddy                                                           | Sankalp Reddy                                                                                   | - | [ 65 ]                                                                                          |
| 2018 (66°)                                                                                      | Mahānaṭi                                                                                        | Priyanka Dutt                                                                                   | Nag Ashwin                                                                                      | «Biografia di una grande attrice telugu raccontata in modo efficace.» | [ 66 ] [ 67 ]                                                                                   |
| 2019 (67°)                                                                                      | Jersey                                                                                          | Suryadevara Naga Vamsi                                                                          | Gowtam Tinnanuri                                                                                | «Un veemente ritratto della vita e della lotta di un giocatore di cricket per realizzare il suo sogno incompiuto.» | [ 68 ]                                                                                          |
| 2020 (68°)                                                                                      | Colour Photo                                                                                    | · Sai Rajesh Neelam · Benny Muppaneni                                                           | Sandeep Raj                                                                                     | «Per aver messo in luce le faglie della società servendosi del colore scuro della pelle come metafora.» | [ 69 ]                                                                                          |
| 2021 (69°)                                                                                      | Uppena                                                                                          | · Naveen Yerneni · Y. Ravi Shankar                                                              | Buchi Babu Sana                                                                                 | – | [ 70 ]                                                                                          |
| 2022 (70°)                                                                                      | Kārtikēya 2                                                                                     | · Abhishek Agarwal · T. G. Viswa Prasad                                                         | Chandoo Mondeti                                                                                 | – | [ 71 ]                                                                                          |